# ミトラダテス2世
ミトラダテス2世（Mithradates II、ペルシア語: مهرداد Mehrdād [meɦrˈdɔːd]; 在位：紀元前124年/123年頃 - 紀元前88年/87年）は、アルサケス朝パルティア王国の王。パルティア王国の最盛期の王で、メソポタミアを奪回し、アルメニア王国でも影響力をもった。紀元前96年には初めてローマと接触した。故に大王（バシレウス・メガス）、諸王の王（バシレウス・バシレオン）と呼ばれた。ミトリダテスとも記される。別号ではアルサケス8世という。

## 生涯
アルタバヌス1世の息子として生まれる。
紀元前123年頃、父のあとを継いでパルティア王となった。ミトラダテス2世が最初に手掛けたのは、バビロニアの鎮圧とカラケネ王国の打倒であった。紀元前121年/120年のヒスパオシネスの銅貨に、ミトラダデス2世の称号と肖像が刻まれているのは、その計画が成就したことを証明している。
ミトラダデス2世の治世では陸上交易が発達し、パルティア王国に富をもたらした。中国の歴史書『史記』に記されている安息国（パルティア王国）に張騫が訪れたのも、ミトラダデス2世の時代であった。パルティア王国の首都に訪れた張騫一行は非常に丁重に迎えられ、帰るときはパルティアの使節がダチョウの卵を持ち、奇術師を伴って同行した。
ミトラダデス2世は領土拡大に伴い、属州に法外な権力を与えることになり、「諸総督の総督」と呼ばれたゴタルゼスのような権力者も現れるようになる。
この頃、パルティア王国東部に侵入していたサカ族の中心勢力はすでに疲弊し、大半が南に方向を転じていたため、ミトラダデス2世は失地を次々と回復していくことができた。また、アルメニア王国にも兵を進め、アルメニア王子ティグラネスを人質にとり、長年にわたってパルティアの影響下に置くことに成功した。紀元前94年頃、ティグラネスの父であるアルメニア王アルタバスデスの死に伴ってティグラネスは故国へ返され、パルティア軍に支援されてアルメニア王位に就いた。この際パルティアは「七十か所の渓谷」をうけとった。
こうしてアルメニアと同盟を組んだことにより、アルメニア王国の脅威がなくなったため、ミトラダデス2世はセレウコス朝侵攻に専念することができた。パルティア軍の侵攻を受けたセレウコス朝のアンティオコス10世エウセベス・フィロパトルはデメトリウス3世エウカエロスとプトレマイオス8世ラティルスとともに応戦したが、その戦いで落命した。
紀元前92年、共和政ローマのカッパドキア総督ルキウス・コルネリウス・スッラがアリオバルザネスをカッパドキアの王に復位させると、ローマ国境に迫ったパルティア軍はローマと交渉するために、オロバズスという者を使者としてスッラのもとへ送った。しかし、オロバズスは友好的な軍事同盟を要求したはずであったが、ローマ側からは貢納国になる申し出ととらえられてしまい。パルティアはローマの従属国となってしまう。後に大失態を犯したオロバズスはパルティアの威信を傷つけたという罪で処刑された。
紀元前88年、セレウコス朝内でデメトリウス3世エウカエロスとフィリッポス・エピファネス・フィラデルフォスとで内紛がおこり、フィリッポスはベロエア（アレッポ）で包囲された。そのときベロエアの君主ストラトは親パルティア派であるアラブ人の暴君アジーズ（おそらくエメサすなわちホムスの統治者）とミトラダテス・シナケス（メソポタミア北部のパルティア人総督）に助けを求め、逆にデメトリウス3世エウカエロスを包囲して降伏させた。紀元前87年、捕虜となったデメトリウス3世エウカエロスはミトラダデス2世の面前に引き出されたが、ミトラダデス2世は彼を厚遇した。ミトラダデス2世はその後まもなく亡くなった。当時、ミトラダデス2世が統治していた領土はイランとクルディスタンとメソポタミア北部であり、バビロニアは総督であったゴタルゼス1世が独立して統治していた。

## 妻
- アリヤザテ（アウトマ）…アルメニア王ティグラネス2世の娘

## 参考資料
- ニールソン・C・デベボイス『パルティアの歴史』（小玉新次郎、伊吹寛子 訳、山川出版社、1993年）、ISBN 4634658607
- ポンペイウス・トログス / ユスティヌス抄録『地中海世界史』（合阪學 訳、京都大学学術出版会〈西洋古典叢書〉、1998年）、ISBN 4876981078